# Přehled Ježíšova života

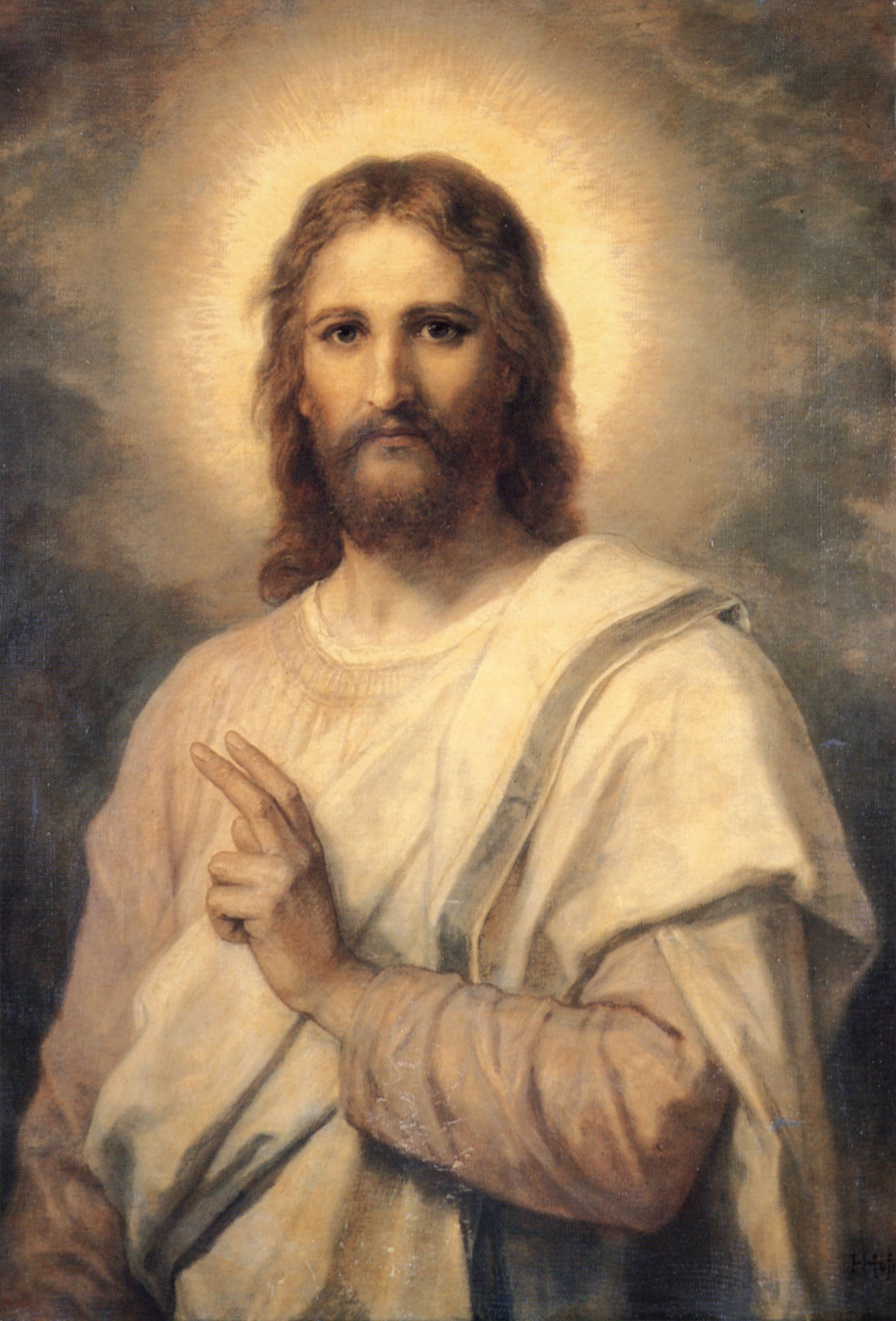
Vyobrazení Ježíše Krista na obraze německého malíře Heinricha Hofmanna z 80. let 19. století

Následující přehled slouží jako přehled Ježíšova života a tematický průvodce po článcích Wikipedie o Ježíšově životě a vlivu. 
Ježíš je ústřední postavou křesťanství, kterou učení většiny křesťanských denominací považuje za Božího Syna a za jedno bytí s Božstvím. Křesťané považují Ježíše za očekávaného Mesiáše (nebo „Krista“) ze Starého zákona a označují ho jako Ježíše Krista, což je jméno, které se používá i v nekřesťanském kontextu. Je také označován jako Ježíš Nazaretský. Je náboženskou, kulturní a celosvětovou ikonou a patří mezi nejvlivnější osoby v dějinách lidstva. 

## Ježíšova podstata
Jako téma spadá „Ježíš“ pod následující nadřazená témata:
- Náboženství
  - Teismus – víra, že existuje jeden nebo více bohů
    - Monoteismus – víra, že existuje pouze jeden Bůh
      - Abrahámovská náboženství – náboženství hlásící se k Abrahamovi jako přímému předkovi nebo prorokovi
        - Křesťanství – monoteistické náboženství prohlašující Ježíše za svého zakladatele
- Christologie
  - Adopcionismus
  - Monofyzitismus
  - Dyofyzitismus
  - Doketismus

## Pohledy na Ježíše

### Tradiční křesťanský pohled na Ježíše
- Křesťanské názory na Ježíše
- Ježíš v křesťanské Bibli
  - Novozákonní pohled na Ježíšův život
    - Evangelium
      - Harmonie evangelií

    - Zázraky připisované Ježíši
    - Ježíšova jména a tituly v Novém zákoně
    - Ježíšova sexualita
    - Syn Boží
    - Syn člověka
    - Ježíšovo narození z panny

#### Čtyři tradiční evangelia
Slovo „evangelium“ je přeloženo z řeckého slova, které znamená „dobrá zpráva“
- Matoušovo evangelium –
- Markovo evangelium –
- Lukášovo evangelium –
- Janovo evangelium –

#### Nejsvětější Trojice
- Nejsvětější Trojice
  - Bůh v křesťanství
- Antitrinitářství
  - Bůh v mormonismu

Schéma Nejsvětější Trojice (Scutum Fidei), kterou tvoří Bůh Otec (lat. PATER), Bůh Syn (Ježíš) (FILIUS) a Bůh Duch svatý (SPIRITUS SANCTUS); NON EST = není, EST = je; DEUS = Bůh

- Islámský pohled na Nejsvětější Trojici

#### Nekanonická evangelia
- Egertonovo evangelium
- Fayyumský zlomek
- Jakubovo evangelium
- Petrovo evangelium
- Tomášovo evangelium
- Tomášovo evangelium dětství
- Oxyrhynchská evangelia
- Syrské evangelium dětství

#### Další evangelia
- Kniha Mormonova
- Nauka a smlouvy
- Touha věků
- Kniha Urantia
- Vodnářské evangelium Ježíše Krista

### Historický pohled na Ježíše
- Historický Ježíš
- Ježíšova historicita
- Historické pozadí Nového zákona

### Islámský pohled na Ježíše
- Ježíš v islámu
- Narození Ježíše z panny
- Ježíš v ahmadijském islámu

### Judaistický pohled na Ježíše
- Židovský pohled na Ježíše
- Ježíš v Talmudu
- Odpadlík

### Další názory na Ježíše
- Projevení Boha (Baháʼí víra)
- Mandejství – nevěří v Ježíše jako Mesiáše[1]
- Manicheismus – přijímá Ježíše jako proroka spolu s Gautamou Buddhou a Zoroasterem[2]
- Ježíšismus

#### Pohled na Ježíše jako na mýtus
- Teorie Ježíšova mýtu

## Události z Ježíšova života
- Ježíšova chronologie

### Události v Ježíšově životě z tradičních evangelií
- Zvěstování
- Ježíšovo narození
- Ježíšova obřízka
- Dítě Ježíš
- Ježíšův křest
- Pokoušení Krista
- Ježíšovo působení
- Vyvolení dvanácti apoštolů
- Kázání na hoře
- Odmítnutí Ježíše
- Ježíšovo proměnění
- Dání velkého přikázání
- Květná neděle
- Prokletí fíkovníku
- Vyčištění chrámu
- Druhý příchod
- Pomazání Ježíše
- Poslední večeře
  - Příslib Parakléta
- Umučení
- Umučení Krista
  - Ježíšovo zatčení
  - Sanhedrinský proces s Ježíšem
  - Pilátův soud
  - Bičování Krista
  - Trnová koruna
  - Ukřižování Ježíše Krista
- Uložení Krista do hrobu
- Ježíšovo zmrtvýchvstání
  - Prázdný hrob
  - Ježíšovo zjevení při vzkříšení
  - Velké poslání
- Ježíšovo nanebevstoupení

### Zázraky
- Ježíšovy zázraky

#### Uzdravování
- Uzdravení matky Petrovy ženy
- Uzdravení hluchoněmého z Dekapole
- Uzdravení muže slepého od narození
- Uzdravení ochrnutého v Bethesdě
- Slepec z Betsaidy
- Uzdravení slepého u Jericha
- Uzdravení setníkova služebníka
- Ježíš uzdravuje nemocnou ženu
- Uzdravení muže s uschlou rukou
- Ježíš očišťuje malomocného
- Očištění deseti malomocných
- Uzdravení muže s vodnatelností
- Ježíš uzdravuje krvácející ženu
- Uzdravení ochrnutého v Kafarnaum
- Ježíš uzdravuje v zemi Genezaretské
- Uzdravení dvou slepců v Galileji

#### Moc nad démonickými duchy
- Vymítání chlapce posedlého démonem
- Vymítání dcery syrofénické ženy
- Vymítání démona z Geraseny
- Ježíš v kafarnaumské synagoze
- Ježíš vymítá při západu slunce
- Vymítání slepého a němého muže
- Ježíš vymítá němého

#### Vzkříšení mrtvých
- Vzkříšení syna nainské vdovy
- Vzkříšení Jairovy dcery
- Vzkříšení Lazara

#### Ovládání přírody
- Svatba v Káně
- Ježíš kráčející po vodě
- Utišení bouře
- Ježíšovo proměnění
- Nasycení zástupů
- Zázračný rybolov
- Prokletí fíkovníku
- Mince v ústech ryby

## Ježíšovo učení

### Ježíšova podobenství
- Ježíšova podobenství

#### Kanonická podobenství
- Plodný fíkovník
- Pučící fíkovník
- Počítání nákladů
- Kreslení v síti.
- Věrný služebník.
- Noční přítel
- Dobrý Samaritán
- Velká hostina
- Rostoucí semeno
- Skrytý poklad
- Lampa
- Kvas
- Ztracená mince
- Ztracená ovce
- Pán a služebník
- Hořčičné semínko
- Nové víno do starých měchů
- Perla
- Farizeus a celník
- Marnotratný syn
- Bohatý blázen
- Boháč a Lazar
- Rozsévač
- Silák
- Hřivny
- Koukol
- Deset panen
- Dva dlužníci
- Dva synové
- Nespravedlivý soudce
- Spravedlivý správce
- Lítostný služebník
- Zlí manželé
- Moudří a hloupí stavitelé
- Dělníci na vinici

#### Nekanonická podobenství
- Vrah
- Prázdná nádoba

## Ježíšova genealogie
- Ježíšův rodokmen

| 1. Bůh 2. Adam 3. Šét 4. Enóš 5. Kainan 6. Maleleel 7. Jared 8. Henoch 9. Matusalem 10. Lámech 11. Noe 12. Sem 13. Arfaxad 14. Kainan | 1. Sala 2. Heber 3. Falek 4. Ragau 5. Seruch 6. Náchor 7. Tare 8. Abraham 9. Izák 10. Jákob 11. Juda 12. Fares 13. Chesróm 14. Arni (Admin) | 1. Amínadab 2. Naason 3. Sala 4. Bóaz 5. Obéd 6. Isaj 7. David 8. Natham 9. Mattath 10. Menna 11. Melea 12. Eliakim 13. Jonam 14. Josef | 1. Juda 2. Simeon 3. Levi 4. Mathat 5. Jorim 6. Eliezer 7. Jesus 8. Er 9. Elamadam 10. Kosan 11. Addi 12. Melchi 13. Neri 14. Salatiel | 1. Zorobabel 2. Resa 3. Johanan 4. Joda 5. Josech 6. Semei 7. Matathias 8. Mahat 9. Nagai 10. Esli 11. Nahum 12. Amos 13. Matathias 14. Josef | 1. Janai 2. Melchi 3. Levi 4. Mathat 5. Heli 6. Josef 7. Ježíš |

## Ježíšův vliv

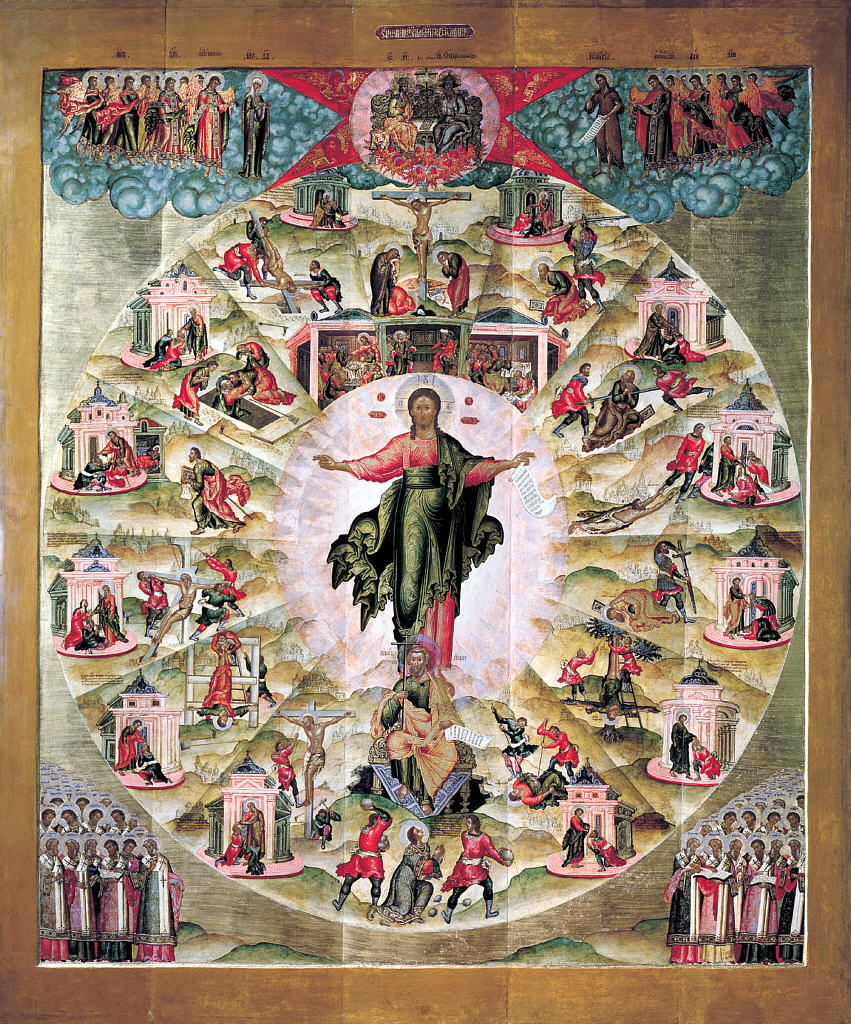
Skutky apoštolů: Ruská ikona od Fjodora Zubova, 1660

- Ježíšovo působení
- Ježíšova podobenství

### Náboženská praxe spojená s Ježíšem

#### Pobožnosti
- Katolická úcta k Ježíšovi
  - Skutky pokání Ježíši Kristu
  - Boží milosrdenství
  - Eucharistická adorace
  - Svatá Tvář Ježíšova
    - Pobožnost Svaté tváře

  - Svatá hodina
  - Svaté jméno Ježíšovo
  - Svaté rány
    - Růženec svatých ran

  - Pražské Jezulátko
  - Krev Kristova
  - Nejsvětější Srdce Ježíšovo
  - Křížová cesta

#### Modlitby
- Ježíšova modlitba
- Římskokatolické modlitby k Ježíši
  - Anima Christi
  - Modlitba k Ježíšově ráně na rameni
  - Ranní oběť
  - Modlitba zasvěcení Nejsvětějšímu Srdci
  - Úkon zasvěcení Nejsvětějšímu Srdci Ježíšovu
  - Ty jsi Kristus
  - Modlitba svatého Jana Vianneye k Ježíši.
  - Modlitba svatého Jana Gabriela Perboyra k Ježíši
  - Modlitba svatého Ludvíka de Montfort k Ježíši
  - Modlitba před krucifixem

## Druhý příchod
- Druhý příchod

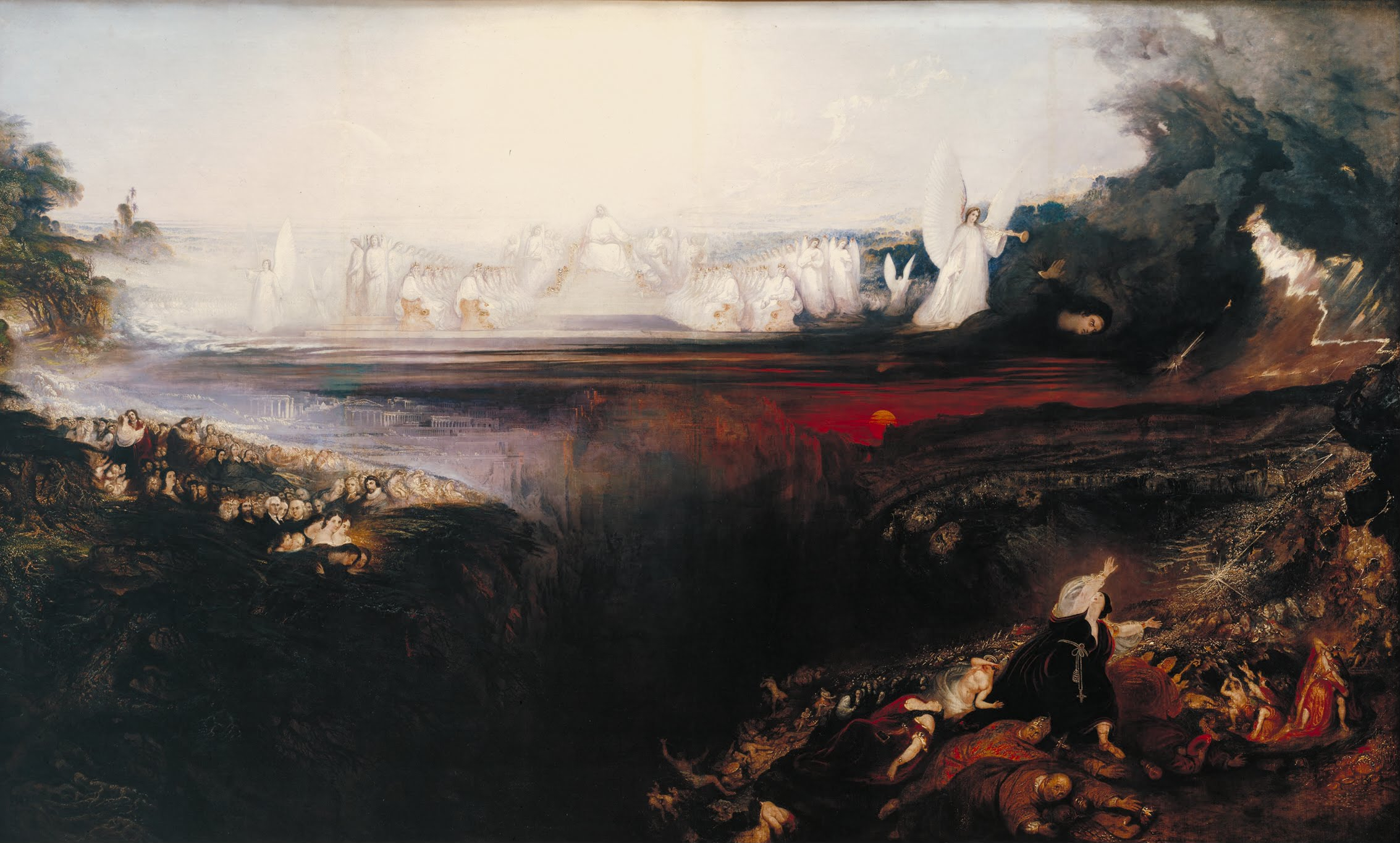
Poslední soud, autor John Martin (1854)

  - Předpovědi a tvrzení o druhém příchodu Krista
  - Křesťanská eschatologie
  - Katechon
  - Druhý příchod v mormonismu
  - Eschatologie adventistů sedmého dne

## Relikvie
- Svatá předkožka
- Turínské plátno
- Svatý grál

## Média zobrazující Ježíše

### Dramatická zobrazení Ježíše Krista
Dramatická zobrazení Ježíše Krista, kde je Ježíš hlavní postavou

#### Filmy o Ježíši
- Filmy o Ježíšovi
  - Janovo evangelium (film z roku 2003)
  - Janovo evangelium (film z roku 2014)
  - Evangelium podle svatého Matouše'
  - Umučení Krista
  - Ježíš (film z roku 1999)
  - Boží syn (film)
- Filmy o narození Ježíše
  - Josef a Marie
  - Příběh o narození

#### Hry o Ježíši
- Pašijové hry v Oberammergau

#### Hudby o Ježíši
- Jesus Christ Superstar
- Godspell

#### Novely o Ježíši
- Kristus Pán: Ven z Egypta
- Král Ježíš

#### Seriály o Ježíši
- Vyvolený (TV seriál)

### Dramatická zobrazení obsahující Ježíše Krista
Dramatická zobrazení Ježíše Krista, která obsahují Ježíše jako vedlejší postavu

#### Filmy zachycující Ježíše
- Ben-Hur
- Monty Python: Život Briana

### Knihy o Ježíši z oblasti literatury faktu
Seznam knih o Ježíšovi (výběr)
- Krásný psanec
- Kniha kněze Nestora
- Caesarův Mesiáš
- Mýtus o Kristu
- Počátky křesťanství
- Touha věků
- Existoval Ježíš? (Ehrman)
- Ježíš před křesťanstvím
- Ježíšova dynastie
- Hrobka Ježíšovy rodiny
- Ježíš, kterého jsem nikdy nepoznal
- Ježíš v Indii (kniha)
- Ježíš Nazaretský: Od křtu v Jordánu po proměnění
- Ježíš Nazaretský: Svatý týden
- Ježíš Nazaretský: Vyprávění o dětství
- Ježíšův svitek
- Ježíš Kristus (kniha)
- Ježíš Žid
- Ježíš kouzelník
- Ježíš člověk
- Jesus, Interrupted
- Ježíš: portrét
- Ježíš: apokalyptický prorok nového tisíciletí
- Zabití Ježíše
- Košer Ježíš
- Život Ježíše (Hegel)
- Život našeho Pána
- Život Ješuy
- Pán (kniha)
- Člověk z Nazareta
- Mýtus o vtěleném Bohu
- Pohanský Kristus
- Paschální spiknutí
- Hledání historického Ježíše
- Spiknutí na rubáši
- Duch liturgie
- Boží hrob (kniha)
- Zealot: Život a doba Ježíše Nazaretského

## Příbuzná náboženství

### Před Ježíšem
- Přehled judaismu
- Zoroastrismus

### Po Ježíši
- Neoplatonismus a křesťanství
- Přehled katolické církve
- Přehled protestantismu
- Přehled Církve Ježíše Krista Svatých posledních dnů

## Příbuzná témata
- Přehled náboženství
  - Nástin křesťanství
    - Přehled biblických témat
- Historické pozadí Nového zákona
- Zobrazování Ježíše
- Ježíš a Jan Křtitel
- Ježíšovo hnutí
- Ježíš z Nazaretu
- Křest ve jménu Ježíšově
- Vidění Ježíše a Marie